# 第71回都市対抗野球大会予選
第71回都市対抗野球大会予選は、第71回都市対抗野球大会本戦出場決定に至るまでの試合結果をまとめたものである。なお、1次予選でのコールドゲーム、延長戦のイニングについては記していない。

## 概要
- 2000年5月3日の東京、埼玉の1次予選から、同7月1日の関東地区代表決定戦まで約2ヵ月にわたり行われた。
- 東北の代表枠が3から2に減った。その代表枠は今回限りの特別措置として、沖縄県に単独枠として割り当てられた。
- 初出場はサンワード貿易と沖縄電力の2チーム。サンワード貿易は軟式から転向して3年目で初出場を決めた。沖縄電力は県勢として28年ぶりの出場となった。

## 出場枠
北海道2、東北2、北信越、北関東1、南関東2、北関東・南関東1、東京3、神奈川3、静岡1、東海3、静岡・東海1、京滋奈1、阪和3、兵庫2、中国2、四国1、九州2、沖縄1

## 北海道地区

### 1次予選
- 1回戦

ウイン北広島　11－1　森倶楽部
札幌ブルーマックス　11－7　旭川グレートベアーズ
WEEDしらおい　5－2　ブレーブくしろ
- 2回戦

王子製紙苫小牧　7－2　小樽野球協会
NTT北海道硬式野球倶楽部　13－3　札幌倶楽部
日本製紙旭川　6－1　ウイン北広島
JR北海道　12－0　旭川自衛隊
サンワード貿易　19－1　札幌ブルーマックス
WEEDしらおい　19－0　函館太洋倶楽部
室蘭シャークス　13－1　帯広倶楽部
航空自衛隊千歳　10－0　札幌ブルーインズ
- 代表決定戦

王子製紙苫小牧　9－2　日本製紙旭川
サンワード貿易　8－6　JR北海道
NTT北海道硬式野球倶楽部　16－5　WEEDしらおい
室蘭シャークス　17－1　航空自衛隊千歳
- 敗者復活1回戦

日本製紙旭川　7－5　JR北海道
航空自衛隊千歳　18－14　WEEDしらおい
- 敗者復活代表決定戦

日本製紙旭川　14－11　WEEDしらおい
王子製紙苫小牧、サンワード貿易、NTT北海道硬式野球倶楽部、室蘭シャークス、日本製紙旭川が2次予選に進出

### 2次予選
- 代表決定リーグ戦

第1戦　サンワード貿易　16－12　NTT北海道硬式野球倶楽部
第2戦　室蘭シャークス　12－2（8回コールド）　日本製紙旭川
第3戦　王子製紙苫小牧　19－5（7回コールド）　室蘭シャークス
第4戦　サンワード貿易　7x－6　日本製紙旭川
第5戦　王子製紙苫小牧　13－6　日本製紙旭川
第6戦　NTT北海道硬式野球倶楽部　2－0　室蘭シャークス
第7戦　サンワード貿易　15－1（7回コールド）　室蘭シャークス
第8戦　王子製紙苫小牧　5－1　NTT北海道硬式野球倶楽部
第9戦　NTT北海道硬式野球倶楽部　7－1　日本製紙旭川
第10戦　サンワード貿易　8－5　王子製紙苫小牧
（最終結果　1位：サンワード貿易（4勝）、2位：王子製紙苫小牧（3勝1敗）、3位：NTT北海道硬式野球倶楽部（2勝2敗）、4位：室蘭シャークス（1勝3敗）、5位：日本製紙旭川（4敗））
サンワード貿易が第1代表、王子製紙苫小牧が第2代表に決定
サンワード貿易、王子製紙苫小牧が本戦出場

## 東北地区

### 青森県1次予選
- 1回戦

オール青森クラブ　11－10　青森ベースボールクラブ
三菱製紙八戸クラブ　14－3　金木ブリザード
- 準決勝（代表決定戦）

自衛隊青森　9－6　オール青森クラブ
三菱製紙八戸クラブ　3－2　全弘前倶楽部
- 決勝

自衛隊青森　5－2　三菱製紙八戸クラブ
自衛隊青森、三菱製紙八戸クラブが東北2次予選に進出

### 岩手県1次予選
- クラブ1回戦

水工クラブ　14－10　盛岡倶楽部
福高倶楽部　10－9　遠野クラブ
大鎚倶楽部　5－4　住田硬式野球クラブ
佐藤組北上球友クラブ　11－3　オール不来方
- クラブ2回戦

高田クラブ　7－4　水工クラブ
福高クラブ　10－9　遠野クラブ
オール江刺　13－3　雫石クラブ
黒陵クラブ　22－16　盛友クラブ
大鎚倶楽部　9－8　盛岡市立クラブ
赤崎野球クラブ　19－3　一戸桜陵クラブ
宮高倶楽部　8－0　九戸クラブ
前沢野球倶楽部　11－7　佐藤組北上球友クラブ
- クラブ代表決定戦

福高クラブ　12－0　高田クラブ
オール江刺　14－4　黒陵クラブ
赤崎野球クラブ　5－1　大鎚倶楽部
前沢野球倶楽部　6－3　宮高倶楽部
- 1回戦

一関三星倶楽部　3－2　釜石野球団
JR盛岡　11－4　福高クラブ
宮城建設　18－0　赤崎野球クラブ
太平洋セメント　26－0　岩手東芝
アイワ岩手　3－1　オール江刺
久慈クラブ　6－5　前沢野球倶楽部
- 2回戦

太平洋セメント　2－1　アイワ岩手
久慈クラブ　6－3　JAいわて
水沢駒形野球倶楽部　没収試合　一関三星倶楽部
宮城建設　17－3　JR盛岡
- 準決勝（代表決定戦）

太平洋セメント　11－1　久慈クラブ
水沢駒形野球倶楽部　8－5　宮城建設
- 第3代表決定戦

宮城建設　15－1　久慈クラブ
- 決勝

太平洋セメント　7－1　水沢駒形野球倶楽部
太平洋セメント、水沢駒形野球倶楽部、宮城建設が東北2次予選に進出

### 秋田県1次予選
- 1回戦

互大設備ダイヤモンドクラブ　10－9　大曲ベースボールクラブ
秋田ベースボールクラブ　8－7　能代松陵クラブ
- 2回戦

秋田経法大校友クラブ　15－4　秋田王冠クラブ
JR秋田　2－1　秋田ユーランドクラブ
秋田銀行　10－0　互大設備ダイヤモンドクラブ
TDK　20－1　秋田ベースボールクラブ
- 準決勝（代表決定戦）

秋田銀行　14－3　秋田経法大校友クラブ
TDK　11－3　JR秋田
- 決勝

TDK　4－3　秋田銀行
TDK、秋田銀行が東北2次予選に進出

### 宮城県1次予選
- クラブ1回戦

東北福祉大クラブ　10－9　登米クラブ
青葉クラブ　8－7　サニークラブ
S・Aクラブ　12－5　石巻日和倶楽部
- クラブ代表決定戦

東北福祉大クラブ　17－12　青葉クラブ
S・Aクラブ　8－7　白山クラブ
- クラブ敗者復活代表決定戦

白山クラブ　13－3　青葉クラブ
- 1回戦

JT　12－0　白山クラブ
NTT東日本宮城野球クラブ　8－7　日本製紙石巻
七十七銀行　8－0　東北福祉大クラブ
JR東日本東北　20－1　S・Aクラブ
- 準決勝（代表決定戦）

JT　30－6　NTT東日本宮城野球クラブ
JR東日本東北　8－6　七十七銀行
- 第1、2代表決定戦

JT　6－1　JR東日本東北
- 敗者復活1回戦

白山クラブ　11－6　日本製紙石巻
S・Aクラブ　13－6　東北福祉大クラブ
- 敗者復活代表決定戦

七十七銀行　23－1　白山クラブ
NTT東日本宮城野球クラブ　9－8　S・Aクラブ
- 第3、4代表決定戦

七十七銀行　4－3　NTT東日本宮城野球クラブ
JT、JR東日本東北、七十七銀行、NTT東日本宮城野球クラブが東北2次予選に進出

### 山形県1次予選
- 1回戦

山形しあわせ銀行　9－1　鶴岡野球クラブ
- 準決勝

新庄球友クラブ　10－1　ニュー・イースト
山形しあわせ銀行　11－1　マリーンベースボールクラブ酒田
- 代表決定戦

山形しあわせ銀行　8－2　新庄球友クラブ
山形しあわせ銀行が東北2次予選に進出

### 福島県1次予選
- 1回戦

小峰クラブ　12－6　全白河野球クラブ
郡山ベースボールクラブ　10－1　田島硬式野球クラブ
学石OBクラブ　9－8　ニュー相馬クラブ
岩瀬書店クラブ　6－4　会津ベースボールクラブ
福島クラブ　12－7　表郷硬友クラブ
福島硬友クラブ　3－1　北斗野球クラブ
保原クラブ　5－4　いわき菊田クラブ
オールいわきクラブ　2－1　自衛隊福島
二本松クラブ　4－1　いわきベースボールクラブ
- 2回戦

郡山ベースボールクラブ　6－4　小峰クラブ
川俣クラブ　9－5　岩瀬書店クラブ
福島クラブ　6－5　須賀川クラブ
小名浜クラブ　13－6　学石OBクラブ
保原クラブ　7－6　飯野クラブ
オールいわきクラブ　16－4　あぶくまベースボールクラブ
福島硬友クラブ　2－1　矢吹クラブ
平工OBクラブ　10－8　二本松クラブ
- 準々決勝

郡山ベースボールクラブ　2－1　小名浜クラブ
保原クラブ　7－1　オールいわきクラブ
川俣クラブ　7－2　福島クラブ
福島硬友クラブ　10－0　平工OBクラブ
- 準決勝

保原クラブ　13－3　郡山ベースボールクラブ
福島硬友クラブ　12－0　川俣クラブ
- 代表決定戦

福島硬友クラブ　6－3　保原クラブ
福島硬友クラブが東北2次予選に進出

### 東北2次予選
- 1回戦

TDK　16－2（7回コールド）　福島硬友クラブ
七十七銀行　13－1（7回コールド）　自衛隊青森
JR東日本東北　11－0（7回コールド）　宮城建設
水沢駒形野球倶楽部　4－2　NTT東日本宮城野球クラブ
秋田銀行　6－4　三菱製紙八戸クラブ
- 2回戦

七十七銀行　9x－8　TDK
JR東日本東北　8－2　太平洋セメント
JT　35－1（7回コールド）　水沢駒形野球倶楽部
秋田銀行　17－10　山形しあわせ銀行
- 準決勝

七十七銀行　9－5　JR東日本東北
JT　7－2　秋田銀行
- 第1代表決定戦

JT　8－6　七十七銀行
- 敗者復活1回戦

自衛隊青森　11－10（延長10回）　福島硬友クラブ
- 敗者復活2回戦

TDK　13－3（7回コールド）　宮城建設
NTT東日本宮城野球クラブ　13－2（7回コールド）　山形しあわせ銀行
自衛隊青森　10x－9　太平洋セメント
三菱製紙八戸クラブ　12－11　水沢駒形野球倶楽部
- 敗者復活3回戦

TDK　20－4（7回コールド）　自衛隊青森
NTT東日本宮城野球クラブ　11－4　三菱製紙八戸クラブ
- 敗者復活4回戦

JR東日本東北　11－1（8回コールド）　NTT東日本宮城野球クラブ
TDK　11－5　秋田銀行
- 敗者復活5回戦

TDK　6－2　JR東日本東北
- 第2代表決定戦

TDK　9－7　七十七銀行
JT、TDKが本戦出場

## 北関東地区

### 茨城県1次予選
- 1回戦

大宮クラブ　7－2　全水戸クラブ
- 2回戦

全鹿嶋クラブ　7－4　JR水戸
日立ドリームズ　8－7　鉾田クラブ
住友金属鹿島　8－1　神栖クラブ
日立製作所　9－0　大宮クラブ
- 準決勝（代表決定戦）

日立製作所　10－3　全鹿嶋クラブ
住友金属鹿島　14－0　日立ドリームズ
- 決勝

住友金属鹿島　11－3　日立製作所
住友金属鹿島、日立製作所が北関東2次予選に進出

### 栃木県1次予選
- 1回戦

全大田原　17－12　城山倶楽部
宇工OBクラブ　7－0　佐野日大クラブ
- 2回戦

宇都宮大OBクラブ　17－5　烏山倶楽部
全宇都宮クラブ　12－8　全鹿沼
全足利クラブ　29－0　全大田原
宇工OBクラブ　3－1　全栃木
- 準決勝（代表決定戦）

全足利クラブ　17－2　宇都宮大OBクラブ
全宇都宮クラブ　20－1　宇工OBクラブ
- 決勝

全足利クラブ　11－1　全宇都宮クラブ
全足利クラブ、全宇都宮クラブが北関東2次予選に進出

### 群馬県1次予選
- 1回戦

オール高崎野球倶楽部　16－9　伊勢崎レッドソックス
- 2回戦

大泉硬友野球クラブ　9－7　桐生建友クラブ
太田球友野球倶楽部　12－4　全吾妻硬式野球倶楽部
全伊勢崎硬建クラブ　9－5　オール高崎野球倶楽部
全桐生硬友クラブ　9－8　全前橋野球倶楽部
- 準々決勝（代表決定戦）

全伊勢崎硬建クラブ　22－3　大泉硬友野球クラブ
全桐生硬友クラブ　12－3　太田球友野球倶楽部
- 敗者復活代表決定戦

太田球友野球倶楽部　5－3　大泉硬友野球クラブ
- 準決勝

全伊勢崎硬建クラブ　12－5　全桐生硬友クラブ
- 決勝

富士重工業　11－1　全伊勢崎硬建クラブ
富士重工業、全伊勢崎硬建クラブ、全桐生硬友クラブ、太田球友野球倶楽部が北関東2次予選に進出

### 北関東2次予選
- 1回戦

富士重工業　8－1　全宇都宮野球クラブ
日立製作所　17－0（7回コールド）　全桐生硬友クラブ
全足利クラブ　17－6　全伊勢崎硬建クラブ
住友金属鹿島　11－1（7回コールド）　太田球友野球倶楽部
- 準決勝

富士重工業　7－5　日立製作所
住友金属鹿島　9－0　全足利クラブ
- 第1代表決定戦

富士重工業　7－6　住友金属鹿島
- 敗者復活戦

日立製作所　11－3　全足利クラブ
- 関東予選代表決定戦

住友金属鹿島　5－4　日立製作所
富士重工業が本戦出場、住友金属鹿島は関東地区予選に進出

## 南関東地区

### 埼玉県1次予選
- クラブ1回戦

全大宮　31－5　全三郷
かみかわクラブ　8－4　全熊谷
川口球友クラブ　16－4　松山OBクラブ
都幾川クラブ　10－5　全浦和
- クラブ2回戦（クラブ代表決定戦）

全大宮　8－4　かみかわクラブ
川口球友クラブ　8－5　都幾川クラブ

- クラブ決勝

川口球友クラブ　15－6　全大宮
- 敗者復活1回戦

全浦和　17－3　松山OBクラブ
全三郷　12－10　全熊谷
- 敗者復活2回戦

都幾川クラブ　30－24　全三郷
全浦和　25－14　かみかわクラブ
- 敗者復活決勝（クラブ代表決定戦）

全浦和　9－6　都幾川クラブ
- 1回戦

川口球友クラブ　19－6　全浦和
全大宮　12－5　鷺宮製作所狭山
- 2回戦（代表決定戦）

日本通運　10－0　川口球友クラブ
本田技研　15－1　全大宮
- 決勝

本田技研　6－3　日本通運
- 敗者復活1回戦

全浦和　10－9　全大宮
鷺宮製作所狭山　9－0　川口球友クラブ
- 敗者復活代表決定戦

鷺宮製作所狭山　7－3　全浦和
本田技研、日本通運、鷺宮製作所狭山が南関東2次予選に進出

### 千葉県1次予選
- 代表決定戦

JR千葉支社　11－9　東金球友倶楽部
- 第1代表決定戦

川崎製鉄千葉　9－4　新日鉄君津
- 第2、第3代表決定戦

新日鉄君津　16－1　JR千葉支社
川崎製鉄千葉、新日鉄君津、JR千葉支社が南関東2次予選に進出

### 山梨県1次予選
- 1回戦

大月クラブ　11－2　市川クラブ
オール櫛形　22－4　桂クラブ
- 準決勝（代表決定戦）

大月クラブ　3－1　東海甲府クラブ
オール櫛形　11－3　山梨球友クラブ
- 決勝

オール櫛形　11－5　大月クラブ
オール櫛形、大月クラブが南関東2次予選に進出

### 南関東2次予選
- 1回戦

本田技研　10－0（7回コールド）　大月クラブ
新日鉄君津　6－0　鷺宮製作所狭山
日本通運　22－1（7回コールド）　JR千葉支社
川崎製鉄千葉　20－1（7回コールド）　オール櫛形
- 準決勝

新日鉄君津　6x－5（延長10回）　本田技研
川崎製鉄千葉　6－0　日本通運
- 第1代表決定戦

川崎製鉄千葉　4－3　新日鉄君津
- 敗者復活1回戦

鷺宮製作所狭山　13－5　大月クラブ
JR千葉支社　17－13　オール櫛形
- 敗者復活2回戦

日本通運　7－1　鷺宮製作所狭山
本田技研　11－2　JR千葉支社
- 敗者復活3回戦

日本通運　6x－5（延長13回）　本田技研
- 第2代表決定戦

新日鉄君津　7－3　日本通運
川崎製鉄千葉、新日鉄君津が本戦出場、日本通運は関東地区予選に進出

## 関東地区
- 代表決定戦

住友金属鹿島　11－4　日本通運
住友金属鹿島が本戦出場

## 東京地区

### 1次予選
- 1回戦

昭島ベースボールクラブ　6－1　全足立リベンジ
東京好球倶楽部　17－8　武蔵野クラブ
東京自彊術クラブ　7－0　東京LBC
全府中野球倶楽部　10－2　西多摩倶楽部
- 2回戦

熊球クラブ　8－6　昭島ベースボールクラブ
東京好球倶楽部　7－6　全調布
航空自衛隊府中クラブ　7－6　東京自彊術クラブ
WIEN'94　8－1　全府中野球クラブ
- 準決勝（代表決定戦）

熊球クラブ　8－6　東京好球倶楽部
WIEN'94　8－1　航空自衛隊府中クラブ
- 3位決定戦（代表決定戦）

東京好球倶楽部　8－7　航空自衛隊府中クラブ
- 決勝

熊球クラブ　13－3　WIEN'94

### 2次予選
- 1回戦

東京ガス　6－3　熊球クラブ
朝日生命　13－0（7回コールド）　東京好球倶楽部
鷺宮製作所　9－4　WIEN'94
明治生命　16－0（7回コールド）　ローソン
- 2回戦

東京ガス　7－1　シダックス
朝日生命　14－1（7回コールド）　JR東日本
鷺宮製作所　7－5　NTT東日本
プリンスホテル　9－3　明治生命
- 準決勝

東京ガス　9－7　朝日生命
鷺宮製作所　8－1　プリンスホテル
- 第1代表決定戦

東京ガス　5－3　鷺宮製作所
- 敗者復活1回戦

シダックス　8－4　JR東日本
NTT東日本　14－4（8回コールド）　明治生命
- 敗者復活2回戦

シダックス　14－10　プリンスホテル
NTT東日本　9x－8（延長14回）　朝日生命
- 敗者復活3回戦

シダックス　11－10（延長10回）　NTT東日本
- 第2代表決定戦

シダックス　6－5　鷺宮製作所
- 第3代表決定戦

鷺宮製作所　10－8　NTT東日本
東京ガス、シダックス、鷺宮製作所が本戦出場

## 神奈川地区
- 1回戦

相模原クラブ　14－3（8回コールド）　住友電工横浜
いすゞ自動車　19－2（5回コールド）　神奈川クラブ
三菱自動車川崎　5－1　横浜球友クラブ
日石三菱　22－1（5回コールド）　横浜金港クラブ
三菱重工横浜　18－2（5回コールド）　京浜野球倶楽部
ウィーンクラブ　14－13　全川崎クラブ
- 2回戦

日産自動車　12－2（7回コールド）　相模原クラブ
いすゞ自動車　11－6　三菱自動車川崎
日石三菱　8－6　三菱重工横浜
東芝　16－1（5回コールド）　ウィーンクラブ
- 準決勝（代表決定戦）

日産自動車　7－5　いすゞ自動車
日石三菱　12－7　東芝
- 決勝（第1、第2代表決定戦）

日石三菱　14－13（大会規約により7回打ち切り）　日産自動車
- 敗者復活1回戦

三菱自動車川崎　15－0（5回コールド）　相模原クラブ
三菱重工横浜　17－2（5回コールド）　ウィーンクラブ
- 敗者復活2回戦

いすゞ自動車　7－5　三菱重工横浜
三菱自動車川崎　13－3（7回コールド）　東芝
- 第3代表決定戦

三菱自動車川崎　16－4（8回コールド）　いすゞ自動車
日石三菱、日産自動車、三菱自動車川崎が本戦出場

## 静岡地区

### 1次予選
- 1回戦

静岡硬式野球倶楽部　9－2　エースコンクラブ
フジウンノ野球クラブ　10－6　三島クラブ
中電硬式野球クラブ　12－4　浜松ウナポンズ
遠州トラック野球クラブ　12－5　ゲッツベースボール倶楽部
富士クラブ　6－1　ヤマハ発動機硬式野球クラブ
- 2回戦

静岡硬式野球倶楽部　4－3　フジウンノ野球クラブ
中電硬式野球クラブ　13－6　遠州トラック野球クラブ
陸上自衛隊富士学校野球クラブ　9－5　富士クラブ
- ともえ戦

静岡硬式野球倶楽部　7－5　中電硬式野球クラブ
静岡硬式野球倶楽部　10－1　陸上自衛隊富士学校野球クラブ
静岡硬式野球倶楽部が2次予選に進出

### 2次予選
- 代表決定リーグ戦

第1戦　関東自動車工業　6－1　静岡硬式野球倶楽部
第2戦　ヤマハ　6－0　河合楽器
第3戦　ヤマハ　16－0（7回コールド）　静岡硬式野球倶楽部
第4戦　関東自動車工業　8x－6　河合楽器
第5戦　河合楽器　20－1（7回コールド）　静岡硬式野球倶楽部
第6戦　ヤマハ　10－1　関東自動車工業
（最終結果　1位：ヤマハ（3勝）、2位：関東自動車工業（2勝1敗）、3位：河合楽器（1勝2敗）、4位：静岡硬式野球倶楽部（3敗））
ヤマハが本戦出場、関東自動車工業は東海地区4位との代表決定戦に進出

## 東海地区

### 1次予選
- 1回戦

トヨタ自動車　9－6　三菱自動車名古屋
三菱自動車岡崎　9－0　東海理化
王子製紙春日井　9－3　JR東海
東邦ガス　6－3　一光
本田技研鈴鹿　4－3　NTT西日本名古屋クラブ
新日鉄名古屋　3－0　サンジルシ醸造
- 2回戦

トヨタ自動車　11－8　王子製紙春日井
三菱自動車岡崎　8－6　昭和コンクリート
西濃運輸　7－3　東邦ガス
本田技研鈴鹿　5－3　新日鉄名古屋
- 代表決定戦

三菱自動車岡崎　11－2　トヨタ自動車
本田技研鈴鹿　5－4　西濃運輸
- 敗者復活1回戦

JR東海　8－2　三菱重工名古屋
東海理化　3－2　一光
- 敗者復活2回戦

JR東海　5－3　サンジルシ醸造
東海理化　6－1　NTT西日本名古屋クラブ
東邦ガス　3－1　昭和コンクリート
新日鉄名古屋　10－7　王子製紙春日井
- 敗者復活3回戦

JR東海　7－6　東邦ガス
東海理化　5－4　新日鉄名古屋
- 敗者復活代表決定戦

西濃運輸　5－4　JR東海
トヨタ自動車　8－3　東海理化
三菱自動車岡崎、本田技研鈴鹿、西濃運輸、東海理化が2次予選に進出

### 2次予選
- 代表決定戦

三菱自動車岡崎　6－1　トヨタ自動車
西濃運輸　9－2　本田技研鈴鹿
- 第3代表決定戦

トヨタ自動車　2－1　本田技研鈴鹿
- 第1、第2代表決定戦

三菱自動車岡崎　18－6　西濃運輸
三菱自動車岡崎、西濃運輸、トヨタ自動車が本戦出場、本田技研鈴鹿は静岡地区2位との代表決定戦に進出

## 静岡・東海地区
- 代表決定戦

本田技研鈴鹿　14－8　関東自動車工業
本田技研鈴鹿が本戦出場

## 北信越地区

### 新潟県1次予選
- 1回戦

新潟コンマーシャル倶楽部　12－7　五泉クラブ
- 2回戦

MGクラブ　6－4　オール長岡野球倶楽部
新潟コンマーシャル倶楽部　20－10　両津リバティースター
新潟クラブ野球団　4－0　野田サンダース
新潟パッシオーネクラブ　11－2　柏崎マリンジェッターズ
新発田中央クラブ　13－11　ファイティングスピリット新潟
佐渡軍団　17－6　オール東
オール飯豊　22－5　新津クラブ
にいがたKD　16－6　新潟工業クラブ
- 3回戦

MGクラブ　16－6　新潟コンマーシャル倶楽部
新潟パッシオーネクラブ　7－5　新潟クラブ野球団
佐渡軍団　19－8　新発田中央クラブ
オール飯豊　16－8　にいがたKD
- 4回戦

新潟パッシオーネクラブ　8－5　MGクラブ
オール飯豊　13－8　佐渡軍団
- 代表決定戦

新潟パッシオーネクラブ　10－8　オール飯豊
- 代表順位決定戦

ニチエー　11－1　新潟パッシオーネクラブ
ニチエー、新潟パッシオーネクラブが北信越2次予選に進出

### 長野県1次予選
- 代表決定リーグ戦

第1戦　TDK千曲川　6－2　オールフェデックス
第2戦　NTT信越硬式野球クラブ　13－0　長野好球クラブ
第3戦　NTT信越硬式野球クラブ　10－6　オールフェデックス
第4戦　オールフェデックス　15－3　長野好球クラブ
第5戦　TDK千曲川　32－6　長野好球クラブ
第6戦　NTT信越硬式野球クラブ　10－8　TDK千曲川
（予選結果　1位・NTT信越硬式野球クラブ、2位・TDK千曲川、3位・オールフェデックス、4位・長野好球クラブ）
NTT信越硬式野球クラブ、TDK千曲川が北信越2次予選に進出

### 富山県1次予選
- 対抗戦

第1戦　伏木海陸運送　3－0　北銀クラブ
第2戦　北銀クラブ　16－14　伏木海陸運送
第3戦　伏木海陸運送　9－8　北銀クラブ
両チームとも北信越2次予選に進出

### 北信越2次予選
ルネス学園金沢（石川県）も出場
- 1回戦

北銀クラブ　5－2　伏木海陸運送
TDK千曲川　4－3　NTT信越硬式野球クラブ
ニチエー　3－2　新潟パッシオーネクラブ
- 準決勝

北銀クラブ　10－0（7回コールド）　ルネス学園金沢
TDK千曲川　7－5　ニチエー
- 代表決定戦

北銀クラブ　2x－1　TDK千曲川
北銀クラブが本戦出場

## 京滋奈地区

### 滋賀県1次予選
- 1回戦

近江八幡野球クラブ　10－0　瀬田クラブ
- 2回戦（代表決定戦）

甲賀総合科学専門学校　16－3　全大津野球団
日本IBM野洲　52－0　近江八幡野球クラブ
- 決勝

日本IBM野洲　9－2　甲賀総合科学専門学校
日本IBM野洲、甲賀総合科学専門学校が京滋奈2次予選に進出

### 京都府1次予選
- 1回戦

三菱自動車京都　20－2　高島屋
ニチダイ　12－5　島津製作所
日産車体京都　13－0　東山クラブ
- 2回戦（代表決定戦）

三菱自動車京都　13－3　ニチダイ
日本新薬　6－1　日産車体京都
- 敗者復活1回戦

島津製作所　12－5　高島屋
- 敗者復活代表決定戦

島津製作所　7－5　日産車体京都
ニチダイ　19－0　東山クラブ
三菱自動車京都、日本新薬、島津製作所、ニチダイが京滋奈2次予選に進出

### 奈良県1次予選
- 1回戦

奈良アンビションズクラブ　9－6　一城クラブ
奈良産業大OBクラブ　23－0　フリーダム生駒
- 準決勝

大和高田クラブ　5－4　奈良アンビションズクラブ
ミキハウス　6－1　奈良産業大OBクラブ
- 代表決定戦

ミキハウス　11－4　大和高田クラブ
- 敗者復活1回戦

一城クラブ　16－3　フリーダム生駒
奈良アンビションズクラブ　12－6　奈良産業大OBクラブ
- 敗者復活2回戦

奈良アンビションズクラブ　7－3　一城クラブ
- 敗者復活代表決定戦

大和高田クラブ　3－1　奈良アンビションズクラブ
ミキハウス、大和高田クラブが京滋奈2次予選に進出

### 京滋奈2次予選
- 1回戦

三菱自動車京都　10－0（7回コールド）　甲賀総合科学専門学校
ミキハウス　8－1（7回コールド）　ニチダイ
日本IBM野洲　11－3（7回コールド）　島津製作所
日本新薬　17－1（7回コールド）　大和高田クラブ
- 2回戦（勝者は決勝リーグに進出）

三菱自動車京都　3－1　ミキハウス
日本IBM野洲　5－4　日本新薬
- 敗者復活1回戦

ニチダイ　7－0（7回コールド）　甲賀総合化学専門学校
大和高田クラブ　11－4（8回コールド）　島津製作所
- 敗者復活2回戦（勝者は決勝リーグに進出）

日本新薬　8－0　ニチダイ
ミキハウス　7－4　大和高田クラブ
- 決勝リーグ

第1戦　日本IBM野洲　5－3　ミキハウス
第2戦　三菱自動車京都　3－2　日本新薬
第3戦　ミキハウス　4－4（延長12回規定により引き分け）　日本新薬
第4戦　三菱自動車京都　9－3　日本IBM野洲
第5戦　日本新薬　5－3（延長10回）　日本IBM野洲
第6戦　三菱自動車京都　4－3　ミキハウス
（最終結果　1位：三菱自動車京都（3勝）、2位：日本新薬（1勝1敗1分）、3位：日本IBM野洲（1勝2敗）、4位：ミキハウス（2敗1分））
三菱自動車京都が本戦出場

## 阪和地区
- 1回戦

大阪ペーシェンスクラブ　15－5（7回コールド）　大阪ウイングクラブ
- 2回戦

大阪ガス　14－5　デュプロ
日本生命　12－0（7回コールド）　NTT西日本
大阪ペーシェンスクラブ　11－3　中山クラブ
松下電器　18－2（7回コールド）　箕島球友会
- 準決勝

松下電器　13－2（7回コールド）　大阪ペーシェンスクラブ
日本生命　16－9　大阪ガス
- 第1代表決定戦

日本生命　4－1　松下電器
- 敗者復活1回戦

NTT西日本　4－3（延長12回）　デュプロ

- 敗者復活2回戦

箕島球友会　19－0（7回コールド）　大阪ウイングクラブ
デュプロ　7－1　中山クラブ
- 敗者復活3回戦

大阪ガス　16－5（8回コールド）　箕島球友会
デュプロ　8－1　大阪ペーシェンスクラブ
- 敗者復活4回戦

大阪ガス　8－7　デュプロ
- 第2代表決定戦

大阪ガス　8－4　松下電器
- 第3代表決定戦

松下電器　9－1　デュプロ
日本生命、大阪ガス、松下電器が本戦出場

## 兵庫地区
- 1回戦

田村コピー　11－1（8回コールド）　全播磨硬式野球団
三菱重工神戸　27－0（7回コールド）　全神戸阿部クラブ
神戸製鋼　4－2　新日鉄広畑
- 2回戦

三菱重工神戸　6－2　田村コピー
神戸製鋼　14－4（8回コールド）　アスピア学園
- 第1代表決定戦

三菱重工神戸　9－4　神戸製鋼
- 敗者復活1回戦

全播磨硬式野球団　9－7　全神戸阿部クラブ
- 敗者復活2回戦

全播磨硬式野球団　6－5　アスピア学園
新日鉄広畑　8－2　田村コピー
- 敗者復活3回戦

新日鉄広畑　10－0（7回コールド）　全播磨硬式野球団
- 第2代表決定戦

神戸製鋼　4－2　新日鉄広畑
三菱重工神戸、神戸製鋼が本戦出場

## 中国地区

### 岡山県1次予選
- 予選リーグ戦

第1戦　川崎製鉄水島　7－5　島根商科専門学校
第2戦　三菱自動車水島　11－0　柵原クラブ
第3戦　川崎製鉄水島　11－1　棚原クラブ
第4戦　三菱自動車水島　12－3　島根商科専門学校
第5戦　棚原クラブ　4－3　島根商科専門学校
第6戦　三菱自動車水島　4－1　川崎製鉄水島
三菱自動車水島、川崎製鉄水島が中国2次予選に進出

### 広島県1次予選
- 1回戦

スポーツ医学専門学校　24－8　広島鯉城クラブ
- 2回戦

NTT西日本中国野球クラブ　9－0　ヤマコー
常石鉄工　4－0　マツダ
大竹総合科学専門学校　8－4　スポーツ医学専門学校
- 3回戦

NKK　16－0　大竹総合科学専門学校
NTT西日本中国野球クラブ　12－9　三菱重工三原
JR西日本　6－1　常石鉄工
三菱重工広島　4－2　リースキン広島
- 準決勝（代表決定戦）

NKK　7－6　NTT西日本中国野球クラブ
三菱重工広島　7－4　JR西日本
- 第1、第2代表決定戦

NKK　10－3　三菱重工広島
- 敗者復活1回戦

ヤマコー　13－3　広島鯉城クラブ
- 敗者復活2回戦

ヤマコー　9－3　スポーツ医学専門学校
大竹総合科学専門学校　5－4　マツダ
三菱重工三原　10－0　常石鉄工
- 敗者復活3回戦

リースキン広島　9－1　ヤマコー
三菱重工三原　24－1　大竹総合科学専門学校
- 第3代表決定戦、第4代表決定戦

リースキン広島　15－6　NTT西日本中国野球クラブ
JR西日本　12－4　三菱重工三原
- 第5代表決定戦

NTT西日本中国野球クラブ　9－6　三菱重工三原
NKK、三菱重工広島、リースキン広島、JR西日本、NTT西日本中国野球クラブが中国2次予選に進出

### 山口県1次予選
- 1次リーグ戦

第1戦　航空自衛隊防府クラブ　28－2　海上自衛隊岩国クラブ
第2戦　防府クラブ　8－1　海上自衛隊岩国クラブ
第3戦　航空自衛隊防府クラブ　17－4　防府クラブ
航空自衛隊防府クラブ、防府クラブが2次リーグに進出
- 2次リーグ戦

第1戦　光シーガルズ　9－7　航空自衛隊防府クラブ
第2戦　協和発酵　12－1　防府クラブ
第3戦　光シーガルズ　10－3　防府クラブ
第4戦　協和発酵　14－3　航空自衛隊防府クラブ
第5戦　航空自衛隊防府クラブ　3－2　防府クラブ
第6戦　協和発酵　11－2　光シーガルズ
協和発酵、光シーガルズは中国2次予選に進出

### 中国2次予選
- 1回戦

NTT西日本中国野球クラブ　6－4　JR西日本
- 2回戦

三菱自動車水島　7－2　協和発酵
三菱重工広島　12－2（7回コールド）　NKK
リースキン広島　2－1　光シーガルズ
川崎製鉄水島　9－7　NTT西日本中国野球クラブ
- 準決勝

三菱自動車水島　5－2　川崎製鉄水島
三菱重工広島　4－2　リースキン広島
- 第1代表決定戦

三菱重工広島　3－2　三菱自動車水島
- 敗者復活1回戦

協和発酵　8－1（8回コールド）　光シーガルズ
- 敗者復活2回戦

協和発酵　12－2（8回コールド）　NTT西日本中国野球クラブ
JR西日本　12－2（7回コールド）　NKK
- 敗者復活3回戦

協和発酵　9－5　リースキン広島
川崎製鉄水島　8－7（延長11回）　JR西日本
- 敗者復活4回戦

川崎製鉄水島　13－9　協和発酵
- 第2代表決定戦

川崎製鉄水島　4－0　三菱自動車水島
三菱重工広島、川崎製鉄水島が本戦出場

## 四国地区
- 1回戦

松山フェニックス　8－6　JR四国
四国銀行　22－0（7回コールド）　徳島野球倶楽部
- 代表決定戦

四国銀行　6－2　松山フェニックス
四国銀行が本戦出場

## 九州地区

### 福岡県1次予選
- 1回戦

JR九州　12－5　沖データ・コンピュータ教育学院
- 準決勝

JR九州　14－3　日産自動車九州
新日鉄八幡　12－5　九州三菱自動車
- 決勝

JR九州　5－4　新日鉄八幡
全チームが九州2次予選に出場

### 熊本県1次予選
- 対抗戦

NTTグループ九州野球クラブ　17－12　本田技研熊本
両チームとも九州2次予選に出場

### 九州2次予選
- 1回戦

沖データ・コンピュータ教育学院　24－6（7回コールド）　佐世保ドリームスターズ
JR九州　7－4　新日鉄八幡
- 2回戦

本田技研熊本　10－7　九州三菱自動車
NTTグループ九州野球クラブ　5－3　沖データ・コンピュータ教育学院
大分硬式野球倶楽部　9－2　日産自動車九州
三菱重工長崎　10－2　JR九州
- 準決勝

本田技研熊本　13－8　NTTグループ九州野球クラブ
三菱重工長崎　5－2　大分硬式野球倶楽部
- 第1代表決定戦

三菱重工長崎　12－5　本田技研熊本
- 敗者復活1回戦

新日鉄八幡　16－0　佐世保ドリームスターズ
日産自動車九州　11x－10　九州三菱自動車
- 敗者復活2回戦

JR九州　10－8　新日鉄八幡
日産自動車九州　21－0（7回コールド）　沖データ・コンピュータ教育学院
- 敗者復活3回戦

JR九州　6－5　NTTグループ九州野球クラブ
大分硬式野球倶楽部　6－1　日産自動車九州
- 敗者復活4回戦

JR九州　8－5　大分硬式野球倶楽部
- 第2代表決定戦

JR九州　5－4　本田技研熊本
三菱重工長崎、JR九州が本戦出場

## 沖縄地区
- 代表決定リーグ戦

第1戦　沖縄電力　14－3　国際リゾスポ専門学校
第2戦　沖縄電力　3－2　琉球銀行クラブ
第3戦　国際リゾスポ専門学校　7－2　琉球銀行クラブ
沖縄電力が本戦出場